# مارتن سورزاك
مارتن سورزاك (بالفرنسية: Martin Sourzac)‏ (25 مارس 1992 في فرنسا - ) هو لاعب كرة قدم فرنسي في مركز. لعب مع نادي بروكسل ونادي موناكو.

## روابط خارجية
- مارتن سورزاك على موقع قاعدة بيانات كرة القدم.إي يو (الإنجليزية)
- مارتن سورزاك على موقع Soccerway.com (الإنجليزية)
- مارتن سورزاك على موقع AS.com (الإسبانية)